# Sphaerospora dykovae
Sphaerospora dykovae is een microscopische parasiet uit de familie Sphaerosporidae. Sphaerospora dykovae werd in 2010 beschreven door Gunter & Adlard. 